# ディヴェルティメント K.138
ディヴェルティメント ヘ長調 K.138(125c) は、当時16歳のヴォルフガング・アマデウス・モーツァルトが作曲した弦楽四重奏のためのディヴェルティメントである。ザルツブルクで作曲されたことからK.136から138をまとめてザルツブルク・シンフォニーとも呼び、本項はその3曲目である。

## 概要

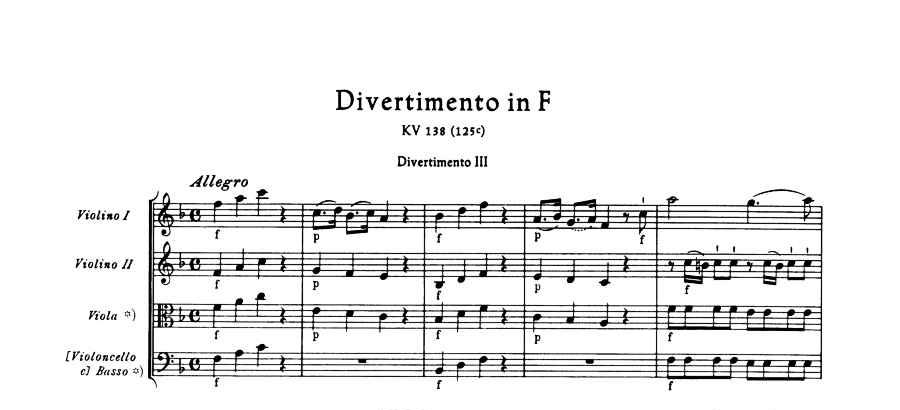
K.138 第1楽章冒頭部

K.136で始まる3つのディヴェルティメントはモーツァルトの代表曲でありながら、疑問点の数多い曲であり、楽器編成などで数多くの論争を巻き起こしてきた。それらの疑問は現在はほぼ解決を見ており、現段階では論争は落ち着いている。詳細はディヴェルティメント K.136を参照。
また、新モーツァルト全集の編集の際の不手際でジャンルの分類に大きなミスがあり、強い誤解と批判を招いている。

## 楽器編成と詳細
- 楽器編成：ヴァイオリン2部、ヴィオラ、バス（チェロ）
- 作曲年月：1772年
- 自筆譜：アルベルト・フォン・オスターマン所有（K.137と同じ）
- 構成：

全3楽章の構成で、演奏時間は約12分。
第1楽章 アレグロ ヘ長調 4分の4拍子、ソナタ形式
第2楽章 アンダンテ ハ長調 4分の3拍子、三部形式
第3楽章 プレスト ヘ長調 4分の2拍子、ロンド形式
急－緩－急という3楽章による構成。第1楽章の主題の冒頭はオペラ・ブッファのようなおどけた表情を持っている。第2楽章は細やかな表情で歌われ、第3楽章はロンドによる活発な終楽章で対位法的な処理が目立つ。終楽章でロンド形式をとる他は、K.136の標準的な楽章配列が選ばれている。。

## 関連作品
- 新モーツァルト全集
- ディヴェルティメント ニ長調 K.136(125a)
- ディヴェルティメント ヘ長調 K.137(125b)